# Forcipata glaucans
Forcipata glaucans är en insektsart som beskrevs av Anufriev 1969. Forcipata glaucans ingår i släktet Forcipata och familjen dvärgstritar. Inga underarter finns listade i Catalogue of Life.